# Планетарна романтика

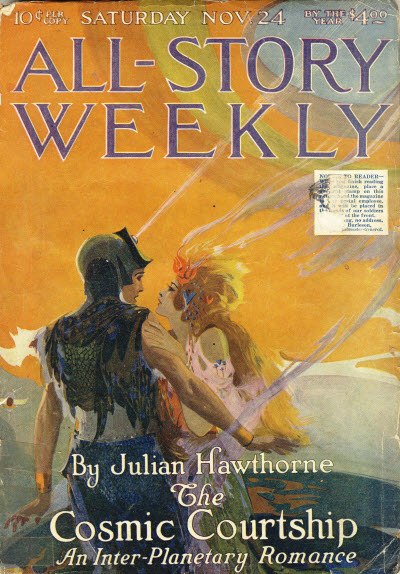
Обкладинка All-Story Weekly за 24-е листопада 1917-го року.

Планетарна романтика — один із видів наукового фентезі або наукової фантастики, характерними для якого є пригодницькі історії, що відбуваються майже повністю на поверхні іншопланетного світу, з акцентом на фехтування, чудовиськ, телепатію чи іншу непояснену «магію», а також на цивілізації чужинних видів, які часто нагадують доісторичні суспільства Землі (з королівськими династіями, теократіями тощо). 
В ранній історії піджанру спосіб «перенесення» на чужинну планету часто є надприродним, а не технологічним. До переліку таких способів входять летючі килими, астральна проєкція, сила янголів та подібні методи. Космічні кораблі іноді згадуються, але повна відсутність інтересу до механіки космічних подорожей є однією з головних ознак, що відрізняє планетарну романтику від космічної опери (яка сама може бути не менш фантастичною та нелогічною); надзвичайно наукові космічні кораблі та інші потужні машини є центральними в сюжетах космічної опері, але рідко зустрічаються в планетарній романтиці.

## Історія
Планетарна романтика походить від романів про втрачені цивілізації 1880-х, зокрема від творів Генрі Райдера Гаґґарда та інших авторів, які змішали теми подорожей між планетами з пригодами в екзотичних світах. Перший класичний твір жанру — «Принцеса Марса» (1912) Едгара Райса Барроуза, що започаткував серію книг про Барсум. Інші автори, як Джон Ульріх Гізі, Ральф Мілн Фарлі та Отіс Адельберт Клайн, також створювали подібні історії в період між двома світовими війнами.
Після Другої світової війни жанр розвивався, зокрема через пастиші Берроуза, такі як «Імператора Марса» (1950) (англ. «Emperor of Mars») Джона Фірна та інші твори. Талановиті письменники, як Лі Бреккет і Рей Бредбері, довели жанр до найромантичнішого рівня, зокрема через «Меч Ріаннон» Бреккет, тоді як «Марсіанські хроніки» Бредбері повернули жанр до коренів наукової фантастики. Легша, більш гумористична версія планетарної романтики також розвинулася в науково-фантастичних журналах цього періоду, досягнувши книжкової форми в таких творах, як «Королева Замби» (1954) Лайона Спрега де Кемпа, «Велика планета» (1952) Джека Венса та «Зелена Одіссея» (1957) Філіпа Хосе Фармера. Багато з наступних романів Венса стали планетарною романтикою, так само як і численні твори де Кемпа та Фармера.
З часом планетарна романтика еволюціонувала в наукову фантастику, зокрема в серйозних прикладах, таких як «Ліва рука темряви» Урсули Ле Гуїн. Проте деякі елементи фентезі та романтизму зберігаються в серіях, як «Дарковер» Меріон Зіммер-Бредлі та «Вершники Перна» Енн Маккефрі, що продовжують традиції цього жанру.

## Порівняння з іншими піджанрами
«Енциклопедія наукової фантастики» згадує два застереження щодо використання цього терміна. По-перше, хоча дія може відбуватися на чужинній планеті, якщо «характер або опис цього світу мало впливає на розповідь» – як у «Справа совісті» – то твір не є планетарною романтикою. По-друге, розповіді в жанрі жорсткої наукової фантастики виключені з цієї категорії, де іншопланетний світ, хоч і є критичним елементом сюжету, все ж таки є лише фоном для переважно наукового дослідження, як в «Експедиція "Тяжіння"» Гола Клемента. Аллен Стіл пише, що хоч ярлик «космічна опера» і наклеюється на будь-яку історію поза Землею, цей піджанр відокремлюється від «планетарної романтики», яку він описує як «близького родича космічної опери».